# Психоделічна риба
Психоделічна риба (Histiophryne psychedelica) — риба родини Antennariidae. Вид у 2009 році описав Тед Пітч (англ. Ted Pietsch), іхтіолог з Вашингтонського університету у Сіетлі. Риба вперше знайдена у 2008 році біля берегів острова Амбон у Індонезії.

## Зовнішній вигляд

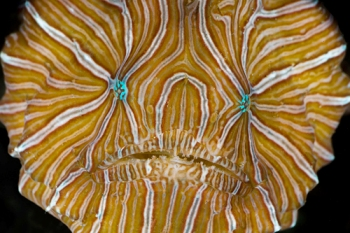
Голова психоделічної риби

Риба не звичайна своїм зовнішнім виглядом. Тіло має розміри кулака людини, хвостовий плавець зігнутий у сторону, грудні плавці видозмінені та схожі на лапи наземних тварин. Голова велика, очі спрямовані вперед, як у хребетних тварин, завдяки чому риба має своєрідний «вираз обличчя». Риба має жовте або червонувате забарвлення зі звивистими біло-блакитними смужками, які відходять у різні боки від очей. Очі блакитного кольору. Тіло вкрите товстими складками, які захищають тварину від ушкоджень гострими краями коралових рифів, на які риба наштовхується внаслідок свого погано контрольованого руху.

## Спосіб життя
Поведінка риби не менш незвичайна, ніж її зовнішній вигляд. На відміну від інших риб, які плавають, психоделічна риба рухається немов стрибками, відштовхуючись від дна грудними плавцями та виштовхуючи воду із зябрових щілин, створюючи реактивну тягу. Внаслідок того, що хвіст риби зігнутий у сторону вона не може нормально направляти напрямок свого руху і коливається з боку в бік. Також риба може повзати по дну за допомогою грудних плавців, перебираючи ними як ногами. Психоделічна риба — хижак, живиться дрібними тваринами.

## Розмноження
Риба відкладає близько 220 ікринок. Як і інші представники роду Histiophryne, психоделічна риба охороняє кладку. Тривалість інкубаційного періоду невідома.